# Канцеларија за пријем и подршку мигрантима у Француској
Канцеларија за пријем и подршку мигрантима у Француској (фр. bureau d'accueil et d'accompagnement des migrants) француска је друштвена организација која пружа неопходну помоћ емигрантима и избеглицама. Основана је 2015. године у Паризу.
Организација врши свакодневне акције на територији Париза у виду подршке избеглицама и мигрантима (часови француског, помоћ око сређивање папира, итд.) али и културне активности. Циљ организације је побољшање живота мигранта у Француској.

## Организација
Канцеларија за пријем и подршку мигрантима у Француској је основана 2015. године након што су 900 избеглица протерана из напуштене средње школе у којој су живели. Организација има статус из 1901. (статус о невладиним организацијама) (фр. association loi 1901) и броји око 500 волонтера. Одлучивање о акцијама је колективно и административна канцеларија има 20 људи: 10 Француза и 10 Еритрејских, Авганистанских, Суданских и Либијских миграната. Активност је са средиштем у Паризу, али су планирани развоји у другим градовима.